# Ісода Корюсай
Ісода Корюсай (1735 — 1790) — японський художник жанру укійо-е періоду Едо.

## Життєпис
Ймовірно, походив з самурайської родини. Народився 1735 році, отримавши ім'я Масакацу. Перебував на службі клану Цутія. Після смерті свого сюзерена він перебрався до Едо, де і захопився малюванням у жанрі укійо-е. Вважається, що навчався у Торії Кійонагі, втім, істотно вплинуло на Іссоду знайомство з Судзукі Харунобу. Він спочатку мав псевдонім Харухіро, після смерті Харунобу в 1770 році він взяв новий псевдонім — Корюсай.
Ісода Корюсай здобув визнання за життя. У 1781 році йому надано титул «хоккьо»(«шанувальник законів Будди»). Відтоді творча діяльність Ісоди Корюсай почала згасати. Помер 1790 року в Едо.

## Творчість
На думку низки дослідників вважається найпродуктивнішим японським художником XVIII ст. За роки своєї творчості Корюсай створив близько 2500 кольорових гравюр, більшість з яких створив між 1769 і 1781 роками. В перших працях наслідував стилю с Харунобу, працюючи в жанрі бідзінга (зображення красунь), а також створюючи гравюри в жанрі абуна-е і сюнґа (еротичні картини). Він був майстром ліричного жанру, художника цікавив не реальний світ, а світ емоцій і хвилювань.
Відомими є серії гравюр: «Зразки мод: Моделі нові наче весняне листя» (140 гравюр), «П'ять конфуціанських чеснот», «Шість поетів», «Вісім картин із зображенням птахів». Особливо виділяються малюнки формату хасіра-е (листи вузького вертикального формату розміром 76х13 см, які вішали на стовпи), їх було створено 350. Також створив близько 90 робіт у стилі нікухіцу-ґа (піджанру укійо-е — намальований на шовку або папері). За роки своєї діяльності Корюсай виготовив понад 600 кольорових гравюр (нісікі-е), переважно жіночих і акторських портретів.